# ディスチャージヘッドランプ

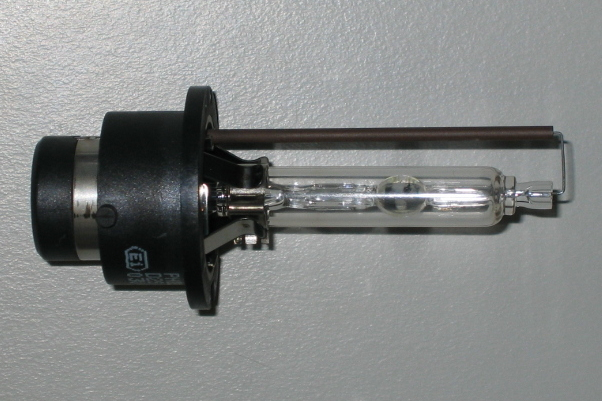
自動車用ディスチャージヘッドランプの電球

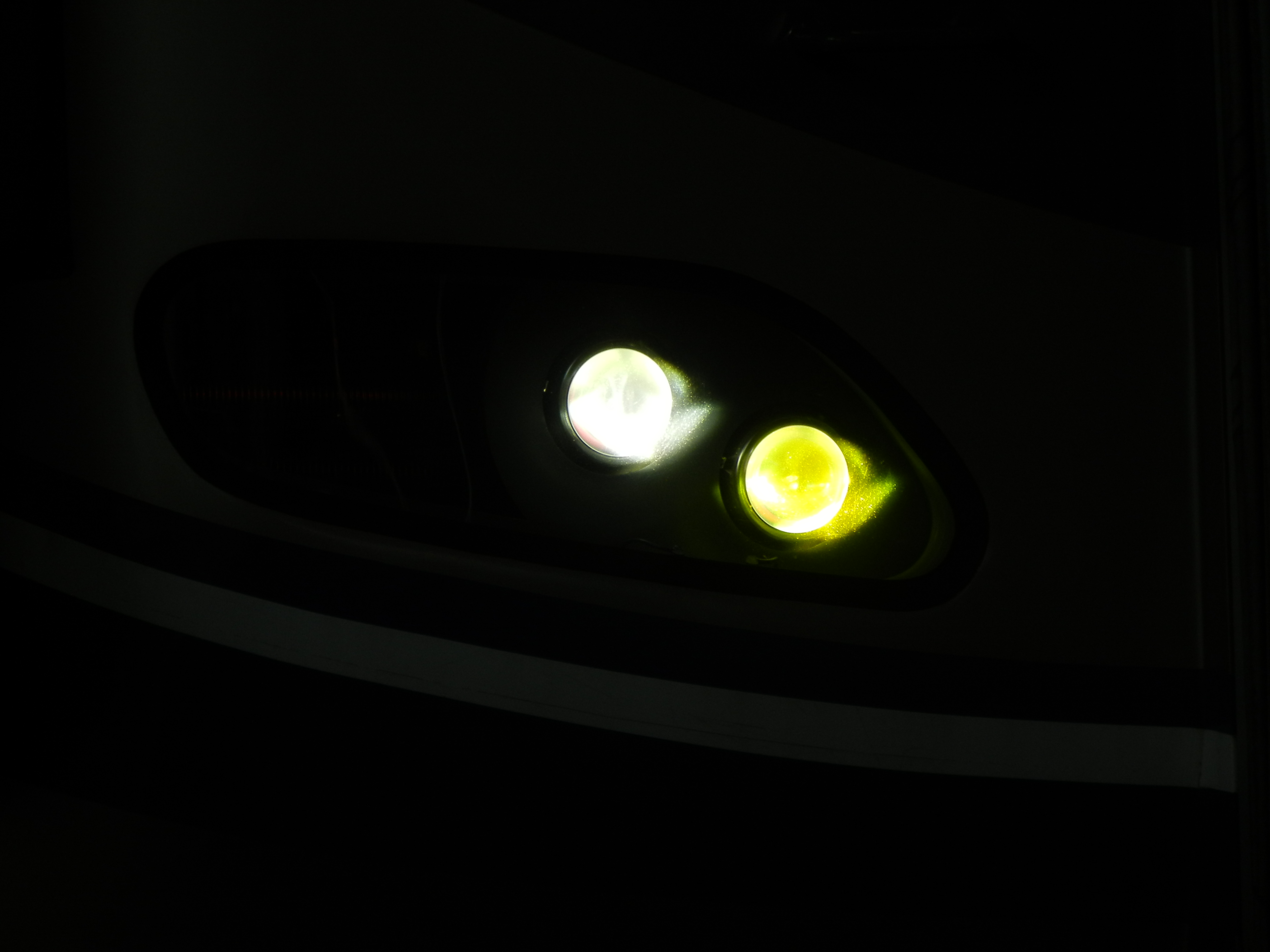
鉄道車両、JR西日本521系電車（3次車）の
ディスチャージヘッドランプ

ディスチャージヘッドランプ（Discharge headlight、放電式ヘッドライト）は、従来の白熱電球（ハロゲンなど）に替わって、メタルハライドランプなどのHIDランプを使った自動車や鉄道車両の前照灯である。
メーカーによって、HIDヘッドランプ、キセノンヘッドランプ、ディスチャージヘッドライト、など、呼び方はさまざまである。
世界で最初に実用化されたのは1991年に登場したBMW・7シリーズである。また、日本車で初めて設定された車種は大型トラック、三菱ふそう・スーパーグレート（1996年（平成8年））、乗用車は日産・テラノ（1996年8月）である。 
鉄道車両でも、1996年（平成8年）に登場した東武30000系電車やJR東日本485系3000番台（リニューアル改造車）より本格的に採用が開始された。
その構造上の理由から水銀を使用していること、水銀フリーのものもあるものの互換性がないため普及しなかったこと等により、2010年代以降は純正採用含めLEDにシフトしつつある。

## 原理
従来型ランプは家庭用の白熱電球と同様のバルブ内のフィラメントへの通電による電熱で点灯するのに対し、ディスチャージヘッドランプはキセノンガス、水銀、ヨウ化金属などを封入したバルブ内の電極間の放電で点灯する。仕組みとしては、そのほかのガスを使うネオン管や家庭用の蛍光灯と同様で、メタルハライドランプの一種である。このため、従来型ランプとディスチャージランプでは、それぞれが白熱灯と蛍光灯に近い特徴を持つ。点灯時にキセノンによる放電、発熱を利用することで瞬間点灯を実現している。点灯直後はヨウ化金属が固形で発光せず始動用のキセノン、アルゴン、水銀のみの発光となるため青白い光となり、時間の経過と共に白色に変化する。通常のメタルハライドランプのヨウ化金属（スカンジウム、インジウム、ナトリウムなどのヨウ化物）を使っただけでは始動時〜安定時に道路運送車両法で定められた白色の範囲を外れてしまうため、成分編組を工夫してある。
HIDバルブを用いた前照灯は、白熱バルブに比べて明るい上に、消費電力が低いため発熱も少ない。フィラメントを使わないことで、消耗と突入電流や振動による断線の心配もなく、長寿命である。
放電灯の特性上、バラストと呼ばれる安定器が必要な他、点灯直後は色温度が高く暗いため、安定した光色や光束になるまで、数秒から数十秒を要する。

## 沿革
耐久レースでの試用に始まり、初期は趣味性の高いスポーツタイプの車や、大型トラックの一部に用いられるのみであった。当初は高額なオプション装着品であったが、夜間走行の多いトラック事業者や夜行便が多い高速バス事業者が安全性の向上のために採用し始めた。結果、量産効果によるコストダウンに伴い、その後は大衆車や軽自動車、ワンボックスバンといった商用車にも広く普及し、夜間の視認性、安全性の向上に寄与している。
ヘッドランプ用途ではハロゲンバルブの全てを置き換えるまでには至らず、発光ダイオード（LED）バルブに取って代わられた。一方で、寒冷地のユーザーは従来のハロゲンランプ仕様を選択する者も少なくない。ディスチャージバルブはハロゲン球を含む白熱球に対し発熱量が少ないため、降雪時や積雪時にヘッドランプのレンズ面に付着した雪が走行風と外気によって氷結してしまい、照射範囲が狭まって夜間走行の妨げとなる場合があるためであり、同様のことは2020年代の今日において新車で急速に普及しているLEDヘッドランプ仕様車にも言える。日本においても、保安基準上一定以上の光束を持つ可変配光型前照灯を対象に洗浄装置の装備が義務化されているが、可変配光型前照灯の普及がきわめて限定的であることや、洗浄装置自体が除氷を主目的とした装備でないため、雪氷による減光や照射範囲の低下を解消しきれていない。

## 色温度
HIDバルブの色温度はメーカー純正のものでおおむね4000〜4500Kであるが、市販のバルブ（バーナーとも呼ぶ）では、3000K(黄色)、5000K(白色)、6000K、8000K、20000K(水色)といった様々な光色がある。
色温度が高いほど青白い光となり自動車の外観的イメージを変えられるが、色温度が高いほどライトの明るさが減少しかつ人間の目の感度も落ちるので、視認性向上の目的では色温度が高いほうが良いとは言えない。そのため、自動車メーカー純正装着ヘッドランプでは最も運転中の視認性が高いとされる4000〜4500K程度に設定されることが多い。また、蛍光灯程度の白色光ならば路面の白線が見やすく晴天時には視認性が高まるが、雨天時や悪天候時などでは色温度が高く青白い光を発するライトは路面の白線などが視認しづらいことがある。10000Kを超えた極端に青いヘッドランプは純粋に暗く視認性が悪いので危険である。
車検対応は一般的には6000K(白色)までとされているが、製品の差や検査官の判断によっては青色とされ合格しないことがある。

## 遠近切り替え
ハイビームとロービームが別になっている4灯式において、ディスチャージランプでは点灯後に発光が安定するまでに十数秒の時間を要する点、すれ違い時やパッシングなどハイビームは点灯・消灯を繰り返す利用シーンが多いことからディスチャージランプは不適であり、ハイビームにはハロゲンバルブなどの通常の電球を使用し、ディスチャージランプはロービームにのみ用いる事が一般的である。「道路運送車両の保安基準の細目を定める告示」第120条第7項七において「放電灯光源を備えるすれ違い用前照灯は、走行用前照灯が点灯している場合に消灯できない構造であること」と規定されているため、ディスチャージヘッドライトを装備した車両でハイビームを点灯操作した際にも、ロービームは消灯しない仕様となっている。
ハイビーム・ロービームに同一の灯体を使用する2灯式においては切替方式が2種類存在し、H4バルブ互換のアフターマーケット品などはソレノイドにより機械的にバルブを可動させ、ロービームとハイビームの配光を切り替えるようになっているのが一般的である。発光点の位置をハロゲンバルブのフィラメント位置と合わせることで、疑似的にハロゲンバルブ使用時と同一の光軸や配光特性を維持できるようになっている。
これに対して主にメーカー装着品はバイキセノンヘッドランプ（ディスチャージランプHi/Loなどと記載）と呼ばれる、ソレノイドによって遮蔽板を移動させる構造のものであり、ロービーム時にはハイビーム側の光軸を遮断しておき、ハイビーム時にはロービーム側の光軸を維持したままでハイビーム側の光軸も出せるようなランプ構造のものである。マルチリフレクター、プロジェクターのいずれの構造においても利用できる。
アフターマーケット品、メーカー装着品に関わらず、二灯式の場合はヘッドランプ内部に可動部が存在するため、ハイ・ローの切り替え時に動作音が聞こえる。

## 光軸調節
光束が従来型バルブに比べて大きいので、車両の姿勢によっては対向車への眩惑も大きくなる。そのため、光軸調節の機能が付いている事が多い。ヨーロッパにおいてはディスチャージの認可にあたって、オートレベライザー（自動光軸補正機能）が要件とされた。日本でも2006年以降、レベライザー（光軸補正機能）が義務づけられた。

## ランプ内から水銀を排除した水銀フリーHIDバルブ
一般的なHIDバルブには水銀が封入されているため、仕向け地によっては使用することができない（RoHSを参照）。2004年7月26日、トヨタ自動車より発売されたトヨタ・ポルテにおいて世界で初めて水銀フリーディスチャージランプが採用された。開発元は小糸製作所およびフィリップス社である。水銀代替物質としてヨウ化亜鉛(ZnI2)を使用している。水銀フリーバルブは水銀を排して廃棄時、破損時の環境負荷を低減させただけではなく、
- コールドスタート時の色特性が良い（水銀を使用しているバルブはコールドスタート後法令で定められた白色となるまでに15秒程度かかるが、水銀フリーバルブはスタート直後から白色の範囲に収まる）
- 色特性の変化が小さい
- 調光やバラスト小型化への将来対応が可能である

など水銀を使用しているバルブと比べていくつかのメリットがある。
ランプ形式は、イグナイター一体型がD3、イグナイター別体型がD4（それぞれマルチリフレクター式とプロジェクター式の設定あり）となる。
ただし、HIDバルブを点灯させるのに必要な電圧や電流は水銀を使用しているHIDバルブと差異があるため水銀フリーランプ専用の点灯システムが必要となり、電球部分のみを取り換えて既存の車両を水銀フリー化する事はできず、口金形状が異なるため単に交換はできない。また同一消費電力とした場合の光量は従来に比べて劣る傾向にある。
これらの要因から、普及する前に主流はLEDに移行していった。

## その他
白熱タイプに比べて発熱量が少なく、熱で変形・劣化しうる樹脂レンズの使用も容易になる。一方、レンズに付着した雪を熱で融かす効果は若干低くなる。そのため積雪地では、ハロゲンなどの従来型の白熱タイプの方が、降雪時の視界確保には有利だとする意見もある。UVカット対応品でないと樹脂レンズや樹脂リフレクターが劣化する可能性もある。本来直近を照らすフォグランプにHIDを導入すると高い車高の車種やフォグの位置が低い場合などは、光を散乱させたり遠くまで光が届くため、対向車などへの迷惑となりかねないので設置の際は注意が必要である。ヘッドランプをハロゲンバルブなどからHIDに交換（改造）した場合、発光点が変わるため、光軸調整を行う必要がある。これらのバルブに限らず、ランプ類の交換、または変更の際、最大の効果を得、かつ他車への配慮のため、光軸調整は必須である。
国際連合の欧州経済委員会 (UNECE) による自動車基準調和世界フォーラム（World Forum for Harmonization of Vehicle Regulations：欧州諸国を中心に、日本、オーストラリアなども加盟）では、ロービームで2000ルーメン以上の光束を持つ光源を使用するヘッドランプに対して洗浄装置を装備することを規定している。ECE R99で規定されているD1、D2、D3、D4タイプを使用するディスチャージヘッドランプは、これに該当する。